# 베르나르 장기니
베르나르 장기니(프랑스어: Bernard Genghini, 1958년 1월 18일, 프랑스 술스오랭 ~ )는 프랑스의 전 축구 선수로, 포지션은 미드필더였다.
FC 소쇼(1976년~1982년), AS 생테티엔(1982~1983년), AS 모나코(1983~1986년), 세르베트 FC(1986년), 올랭피크 드 마르세유(1986년~1988년), FC 지롱댕 드 보르도(1988년~1989년)에서 프로 선수 생활을 하였다. 프랑스 축구 국가대표팀에서는 1980년부터 1986년까지 27경기에서 6골을 득점하였으며 미셸 플라티니, 알랭 지레스, 장 티가나와 함께 활약하며 프랑스 대표팀의 1982년 FIFA 월드컵 4위, UEFA 유로 1984 우승, 1986년 FIFA 월드컵 3위 수성에 크게 공헌하였다. 또 젱기니는 펠레, 호베르투 히벨리누, 테오필로 쿠비야스, 데이비드 베컴과 함께 월드컵 역사에서 직접 프리킥으로 두 골을 넣은 다섯 선수 중 한 명이기도 하다.
현역 은퇴 후에는 FC 뮐루즈(FC Mulhouse) 감독(1992년~1995년)과 FC 소쇼 스포츠 디렉터를 지내고 2006년부터 소쇼 FC 리저브 팀을 맡고 있다. 그의 아들 뱅자맹 장기니(Benjamin Genghini)도 프로 축구 선수로 활동하고 있다.